# Фонтана (Калифорния)
Фонтана (англ. Fontana) — город в округе Сан-Бернардино в южной Калифорнии, США. Численность населения города составляет 196 069 человек (2010). Город находится на юге округа и является вторым по размеру в нём.

## История
Фонтана была основана в 1913 году, но долгое время оставалась сельским поселением, живущим за счёт ферм и выращивания домашних животных. Толчок в развитии города произошёл, когда через него, в 1926 году, прошла знаменитая Route 66. Жизнь в городе радикально изменилась во время Второй мировой войны, когда Генри Джон Кайзер основал здесь одно из своих предприятий. 

В 1990 году город населяли 87 444 человека, а в 2010 уже 196 069.

## Демография
По данным переписи 2010 года Фонтана имеет население 196 069 человек. Плотность населения составляет 1,784.1/км². В городе проживает 92 978 (47,4%) белых, 19 574 (10%) афроамериканцев, 12 948 (6,6%) азиатов и 1957 (1%) коренных индейцев. 58 449 человек принадлежит к смешанным расам.

## Экономика
Главным работодателем в городе является Kaiser Permanente, на предприятии которого работают 5 300 человек. Также в городе работают несколько мелких предприятий по производству строительных материалов.